# Плёсское городское поселение
Плёсское городско́е поселе́ние — муниципальное образование в составе Приволжского района Ивановской области. 
Административный центр — город Плёс.

## История
Плёсское городское поселение образовано 25 февраля 2005 года в соответствии с Законом Ивановской области № 48-ОЗ. 
С 2015 года председателем Совета поселения является Тимербулат Каримов.

## Население
| 2002  | 2010  | 2011  | 2012  | 2013  | 2014  | 2015  |
| ----- | ----- | ----- | ----- | ----- | ----- | ----- |
| 4446  | ↘3672 | ↘3658 | ↘3540 | ↘3458 | ↘3316 | ↘3186 |
| 2016  | 2017  | 2018  | 2019  | 2020  | 2021  |       |
| ↘3076 | ↘2966 | ↘2951 | ↘2915 | ↘2884 | ↗2909 |       |

## Состав городского поселения
| №  | Населённый пункт | Тип населённого пункта        | Население |
| -- | ---------------- | ----------------------------- | --------- |
| 1  | Выголово         | деревня                       | 18        |
| 2  | Горшково         | деревня                       | 84        |
| 3  | Ивашково         | деревня                       | 5         |
| 4  | Касимовка        | деревня                       | 10        |
| 5  | Климово          | деревня                       | 1         |
| 6  | Козлово          | деревня                       | 1         |
| 7  | Кочергино        | деревня                       | 0         |
| 8  | Кренево          | деревня                       | 18        |
| 9  | Левашиха         | деревня                       | 1         |
| 10 | Мальцево         | деревня                       | 15        |
| 11 | Миловка          | село                          | 32        |
| 12 | Ногино           | село                          | ↘44       |
| 13 | Орешки           | деревня                       | 4         |
| 14 | Пеньки           | село                          | 72        |
| 15 | Плёс             | город, административный центр | ↗1896     |
| 16 | Попково          | деревня                       | 11        |
| 17 | Северцево        | село                          | ↗635      |
| 18 | Скородумка       | деревня                       | 4         |
| 19 | Спасское         | деревня                       | ↘62       |
| 20 | Татищево         | деревня                       | 2         |
| 21 | Утёс             | посёлок                       | 185       |
| 22 | Филисово         | деревня                       | 116       |
| 23 | Церковное        | деревня                       | 7         |
| 24 | Шаляпино         | деревня                       | 5         |